# Баиг, Самина
Самина Кхаял Баиг (урду ثمینہ خيال بيگ‎‎, англ. Samina Khayal Baig; род. 19 сентября 1990 г.) — первая пакистанка, побывавшая на вершине Джомолунгмы. Совершив это восхождение в возрасте 21 года, она же оказалась самой молодой из мусульманок, побывавших на вершине мира. Восходила на все семь вершин, и в этом достижении она также оказалась первым человеком из граждан Пакистана и первым из числа мусульман.
Кроме этого, Самина Баиг в 2010 году совершила первовосхождение на пакистанский шеститысячник — пик Чашкин Сар (Chashkin Sar), который позднее был назван её именем: Пик Самины (англ. Samina Peak), а в 2011 году — восхождение на Гору Равенства (англ. Mount Equality, она же Кох-и-Бробар). Но её восхождение на семитысячник Пик Спантик оказалось неудачным из-за неблагоприятных погодных условий.

## Биография
Самина Кхаял Баиг родилась 19 сентября 1990 года в деревне Шимшал (местечко Годжал, округ Хунза-Нагар, территория Гилгит-Балтистан на севере Пакистана). Выросла в горной местности, и ещё четырёхлетней девочкой пробовала взбираться на горы, а с 15 лет уже серьёзно занималась альпинизмом. Учителем и тренером Самины стал её старший брат Мирза Али, вместе с которым она впоследствии поднималась на Джомолунгму. В 2009 году Самина Баиг стала профессиональным альпинистом, работала горным проводником и даже руководителем экспедиций на Гиндукуш и Каракорум.

## Восхождение на Джомолунгму
Самина и её брат Мирза Али шли к вершине с южной стороны (из Непала), в составе интернациональной группы восхождения, в сопровождении местных горных проводников. Восхождение началось 1 апреля 2013 года и заняло в целом 48 дней; Южное седло Джомолунгмы удалось пройти за восемь часов.
Перед восхождением Мирза Али дал интервью, утверждал, что одна из целей экспедиции — поддержка гендерного равноправия. Когда до вершины оставалось 248 метров, он остановился и пропустил сестру вперёд, чтобы дать ей самостоятельно завершить восхождение и показать силу пакистанских женщин и укрепление их роли в обществе. Но сам Мирза Али в результате так и не поднялся на вершину Джомолунгмы. Он планировал сделать это в следующем, 2014 году — но осуществлению этого плана помешала лавина, случившаяся 18 апреля, из-за которой погибли 16 человек, объявили забастовку горные проводники, и был сорван сезон восхождений. Но Мирза Али не оставляет надежд взойти на Джомолунгму; когда это произойдёт, Али и Самина станут первыми братом и сестрой, побывавшими на семи вершинах.
19 мая 2013 года Самина Баиг ступила на вершину Джомолунгмы, став третьим гражданином Пакистана, сумевшим это сделать, и первой пакистанской женщиной на Джомолунгме. Вместе с ней на вершину поднялись Таши и Нунгши Малик — близняшки из Индии. Девушки поставили флаги Индии и Пакистана бок о бок на вершине, чтобы призвать к миру и дружбе между странами и народами.
По сообщению англоязычной пакистанской газеты «The Express Tribune», Самина Баиг совершила восхождение без использования кислородных приборов, но по данным индийской газеты «The Hindu», использование баллонного кислорода планировалось.
Президент Пакистана Зардари, Асиф Али поздравил Самину Баиг с успешным восхождением на Джомолунгму, состоявшимся в год 60-летия со дня восхождения Эдмунда Хиллари и Тенцинга Норгея.
Об этом событии был снят документальный фильм «Beyond the Heights» (За пределами высот).

## Восхождения на Семь вершин
К настоящему времени Самина Баиг уже побывала на высочайших вершинах всех частей света и вступила в клуб семи вершин. Все эти восхождения она совершала совместно со своим старшим братом.
В декабре 2013 года брат и сестра побывали на вершине Аконкагуа (Аргентина), в январе 2014 года — на высшей точке Антарктиды (Массив Винсон). Не прерывая своего большого путешествия, Мирза Али и Самина Баиг отправились на Килиманджаро (Танзания), и в феврале 2014 года уже были на высшей вершине Африки, а в марте — на Пунчак-Джая в Индонезии.
3 июля 2014 года Самина Баиг совершила успешное восхождение на Мак-Кинли (ныне Денали) — высочайшую гору Северной Америки, и сразу же после этого отправилась в Россию покорять Эльбрус — высочайшую гору России и Европы. 24 июля Самина и её брат уже поставили пакистанский флаг на вершине Эльбруса. Вершина Эльбруса стала для 23-летней Самины седьмой из высочайших.